# 曹瀾
曹瀾（1437年—？），字文源，應天府句容縣人，民籍，明朝政治人物。進士出身。

## 生平
早年出身國子生，舉應天府鄉試第四十四名。成化十一年（1475年）乙未科會試第二十三名，殿試登進士第三甲第二十一名。

## 家族
曾祖父曹均昂，贈吏部尚書。祖父曹子琛，曾任封監察御史。父亲曹景，曾任按察司副使。